# Barrio Nuevo, Santo Domingo de Morelos
Barrio Nuevo är en ort i Mexiko.   Den ligger i kommunen Santo Domingo de Morelos och delstaten Oaxaca, i den sydöstra delen av landet, 500 km sydost om huvudstaden Mexico City. Barrio Nuevo ligger 167 meter över havet och antalet invånare är 541.
Terrängen runt Barrio Nuevo är kuperad. Runt Barrio Nuevo är det ganska glesbefolkat, med 45 invånare per kvadratkilometer. Närmaste större samhälle är El Camalote, 5,5 km nordost om Barrio Nuevo. Omgivningarna runt Barrio Nuevo är en mosaik av jordbruksmark och naturlig växtlighet.